# 圣马蒂诺-因斯特拉达
圣马蒂诺-因斯特拉达（義大利語：San Martino in Strada）是意大利洛迪省的一个市镇。总面积13平方公里，人口3647人，人口密度280.5人/平方公里（2009年）。ISTAT代码为098048。